# Sipunculus macrorhynchus
Sipunculus macrorhynchus är en stjärnmaskart som beskrevs av de Blainville 1827. Sipunculus macrorhynchus ingår i släktet Sipunculus och familjen Sipunculidae. Inga underarter finns listade i Catalogue of Life.